# Smyth Sidewinder
El Smyth Model S Sidewinder es un avión de ala baja, dos asientos uno al lado del otro, totalmente metálico, de uso civil y diseñado y desarrollado en los Estados Unidos .

## Diseño y desarrollo
En el año 1958, el diseñador Jerry Smyth comenzó el diseño de lo que sería un avión deportivo monoplano, destinado a ser más fácil de construir y volar, además que soportara fuerzas de +9 g para las acrobacias aéreas. La construcción del primer prototipo comenzó en enero de 1967 y tardó dos años para completarse. El primer componente construido por Smyth fue una empuñadura de la palanca de control de madera tallada a mano que, según dijo, "construyó el avión alrededor de ella".
Su estructura fue construida con tubos de acero soldados con revestimiento de aluminio, el Sidewinder tiene sus alas totalmente recubiertas de aluminio y está sometido a una fuerza máxima de ±9 g para permitir acrobacias aéreas sin riesgos de daños estructurales. Los motores pueden equiparse con potencias que van desde 90 a 180 hp (67 a 134 kW) (algunos dicen 65-125 hp), con un peso de hasta 310 libras (141 kg), el motor está encerrado en una capota de fibra de vidrio. Un dosel deslizante cubre la cabina del Sidewinder y el tren de aterrizaje usa algunos componentes del Wittman Tailwind, mientras que los controles convencionales están equipados con un plano de cola para el control del cabeceo. El Sidewinder utiliza un alerón debajo del fuselaje inusual para el control de la aproximación. El diseño original también compartía el mismo diseño de parabrisas que un Thorp T-18.
El prototipo del Sidewinder se presentó a la convención de la Asociación de Aeronaves Experimentales de 1969 en Rockford, Illinois, y ganó el Premio a Diseño Sobresaliente.
Actualmente, los derechos del Smyth Sidewinder están en manos de EU-Wish, que continúa comercializando aún el diseño. En 1972 se habían vendido aproximadamente 290 juegos de planos, con al menos 46 ejemplares registrados y volando.

## Especificaciones
Referencia datos: Taylor, John W. R. (Dec 82). Jane's All the World's Aircraft. 1982-83. Ed. J.W.R. Taylor.. Jane's Pub. Co. ISBN 0-7106-0748-2. OCLC 655886655. Consultado el 8 de mayo de 2023.

### Características generales
- Tripulación: 1
- Capacidad: 1 pasajero
- Longitud: 5,8 m (19 ft)
- Envergadura: 7,3 m (24 ft)
- Altura: 1,5 m (5 ft)
- Superficie alar: 8,9 m² (96 ft²)
- Perfil alar: NACA 64-212 - NACA 64-210
- Peso vacío: 459 kg (1011,6 lb)
- Peso máximo al despegue: 658 kg (1450,2 lb)
- Planta motriz: 1× Motor de pistón horizontalmente opuesto Lycoming O-290.
  - Potencia: 93 kW (125 HP; 127 CV)
- Hélices: 1× Hélice paso fijo de aleación de aluminio por motor.
- Diámetro de la hélice: 1,52 m

### Rendimiento
- Velocidad nunca excedida (Vne): 320 km/h (199 MPH; 173 kt)
- Velocidad crucero (Vc): 260 km/h (162 MPH; 140 kt)
- Velocidad de entrada en pérdida (Vs): 89 km/h (55 MPH; 48 kt)
- Alcance: 689 km (372 nmi; 428 mi)
- Techo de vuelo: 4572 m (15 000 ft)
- Régimen de ascenso: 4,9 m/s (965 ft/min)